# 內藤隆春
內藤隆春（1528年-1600年），戰國時代及安土桃山時代武將。原為大内氏家臣，後成為毛利氏家臣。周防長門內藤氏當主。內藤興盛之子。官位為長門守護代。

## 生平
享祿元年（1528年）誕生。姐姐尾崎局為安藝國毛利元就嫡男隆元的正室，因此與毛利氏關係密切。
天文20年（1551年），大内家臣陶晴賢反叛主君大内義隆（大寧寺之變），父親興盛採取静觀其變的態度，進而隱居。但姪子内藤隆世的積極態勢，反而引發家内的紛争。天文23年（1554年），父親興盛逝世，由於身為嫡長子的隆春之兄隆時於月山富田城之戰時戰死，於是由嫡孫隆世繼承家督。弘治元年（1555年）嚴島之戰後，與毛利氏内通，弘治3年（1557年）元就展開防長經略時，與内藤氏當主隆世決裂並降於毛利氏，跟隨元就轉戰各地。大内義長自殺後大内氏滅亡，隆世同時敗亡，隆春獲得元就認可，成為内藤氏新的當主，並就任長門守護代。同年，大内義隆的遺兒，同時也是隆春外甥的龜鶴丸，受到大内氏殘黨草場氏、小原氏、河越氏等人的擁立作亂，但在妙見崎之戰後，遭到隆春完全平定，龜鶴丸並遭到處刑。
在毛利家中，由於隆春是當主輝元的舅父，因此被委以長門的政務，並大規模建構荒瀧山城、櫛崎城等山城，極受到重用。永祿元年（1558年），獲頒元就、隆元父子為首的起請文的厚遇。但永祿6年（1563年）姊夫隆元死去，不久元就死後的元龜3年（1572年），隆春遭到讒言詆毀，引起輝元懷疑，被要求提出誓死效忠毛利氏的起請文。此外，由於内藤氏男子早逝引發繼嗣問題，於是從毛利氏的一門眾宍戶氏迎來宍戶元秀的次男元盛成為婿養子。
天正19年（1591年）經過檢地後，隆春所領為2,600石。同年，將家督讓給元盛。晩年受輝元指示上洛。自號周竹，於大坂地區活動，負責蒐集豐臣秀吉死後的中央情勢動盪等等信息。
慶長5年（1600年）死去，享年72歲。

## 親屬

### 姐妹
- 尾崎局（姐姐，毛利隆元正室）
- 問田殿（大内義隆側室）

### 兒女
- 內藤隆時，於月山富田城之戰時戰死
- 內藤元家
- 內藤元忠
- 內藤親春
- 長女(名不詳，嫁於吉見廣賴)
- 次女(名不詳，嫁於内藤元盛)
- 三女(名不詳，嫁於益田藤兼)